# Operacja Opera
Operacja Opera (hebr. ‏מבצע אופרה‎, Miwca Opera) znana także jako operacja Babilon lub operacja Ofra – udany atak izraelskiego lotnictwa na iracki reaktor jądrowy Tammuz 1 (fr. Osirak) w 1981 roku.
W drugiej połowie lat siedemdziesiątych Irak zakupił od Francji dwa reaktory jądrowe typu Ozyrys. Według izraelskiego wywiadu wojskowego instalacja jądrowa została zakupiona w celu produkcji plutonu dla irackiego programu broni jądrowej.
Wywiad izraelski, znając harmonogram prac budowlanych, wiedział, że lato 1981 roku będzie ostatnią szansą na zniszczenie reaktora, zanim zostanie wypełniony paliwem jądrowym.
7 czerwca 1981 roku eskadra izraelskich samolotów F-16 wraz z eskortą F-15 zbombardowała i mocno uszkodziła budynek reaktora.

## Iracki program nuklearny
Irak rozpoczął program jądrowy w latach sześćdziesiątych, a w 1975 roku planował go rozwinąć poprzez nabycie reaktora jądrowego. Po nieudanych zabiegach, mających przekonać rząd francuski do sprzedaży reaktora gazowo-grafitowego (AGR), rząd iracki zgodził się na kupno reaktora badawczego typu „Ozyrys” wraz z towarzyszącymi mu laboratoriami.
Budowa kompleksu dla 40-megawatowego reaktora chłodzonego wodą, rozpoczęła się w 1979 roku w Ośrodku Badań Jądrowych im. 17 lipca, 18 kilometrów na południowy wschód od Bagdadu. Irakijczycy nadali reaktorowi nazwę Tammuz 1, na cześć miesiąca w kalendarzu babilońskim, podczas którego partia Baas doszła do władzy w 1968 roku.
Oficjalnie twierdzono, że jedynym przeznaczeniem reaktorów są badania. Umowa między Francją a Irakiem nie przewidywała programów militarnych. Według obserwatorów Irak nie miał możliwości rozwijania broni jądrowej. Dyrektor generalny MAEA potwierdził, że inspekcje jądrowych reaktorów badawczych w pobliżu Bagdadu, nie wykazały żadnych nieprawidłowości. Według amerykańskiej prywatnej agencji wywiadowczej Stratfor reaktor był bliski możliwości produkcji wzbogaconego plutonu.

## Przygotowania do nalotu na reaktor
Odległość między izraelskimi bazami wojskowymi a reaktorem była znaczna – ponad 1600 kilometrów, co oznaczało brak bezpośredniego wsparcia dla hipotetycznych sił militarnych operujących na lądzie. Samoloty transportowe zostałyby zniszczone przez obronę przeciwlotniczą Iraku. Operacja straciłaby także w sobie element zaskoczenia, powodując wysokie straty. Dodatkowym problemem byłoby przekroczenie granicy Jordanii i Arabii Saudyjskiej. Ponadto izraelski wywiad nie mógł zagwarantować dokładnych danych wywiadowczych na temat stanu irackiej obrony.
Po długich naradach izraelski Sztab Generalny zdecydował się wyłącznie na operację powietrzną. Wyposażona w dodatkowe zbiorniki paliwa eskadra silnie uzbrojonych F-16 wraz z eskortą F-15 zdolna była do wykonania precyzyjnego ataku bez dodatkowego tankowania w powietrzu.
Na izraelskiej pustyni Negew zbudowano makietę wznoszonego w Iraku kompleksu. Przy jej pomocy piloci ćwiczyli celność bombardowań.
Izraelscy wojskowi postanowili również, iż niezbędne jest zniszczenie reaktora, zanim zostanie uruchomiony, w przeciwnym razie atak na reaktor mógłby spowodować opad radioaktywny, powodując śmierć dziesiątków tysięcy ludzi. Wielu europejskich naukowców pracowało przy budowie reaktora, dlatego postanowiono zaatakować w niedzielę, kiedy większości naukowców nie będzie w pracy. Izrael nie chciał pogarszać już nadszarpniętych stosunków z Francją i Włochami.
Po informacjach wywiadu, iż pręty paliwowe zostały załadowane na statek płynący z Francji do Iraku, izraelski rząd – pod kierownictwem Menachema Begina – dał zielone światło dla przeprowadzenia operacji.

## Atak

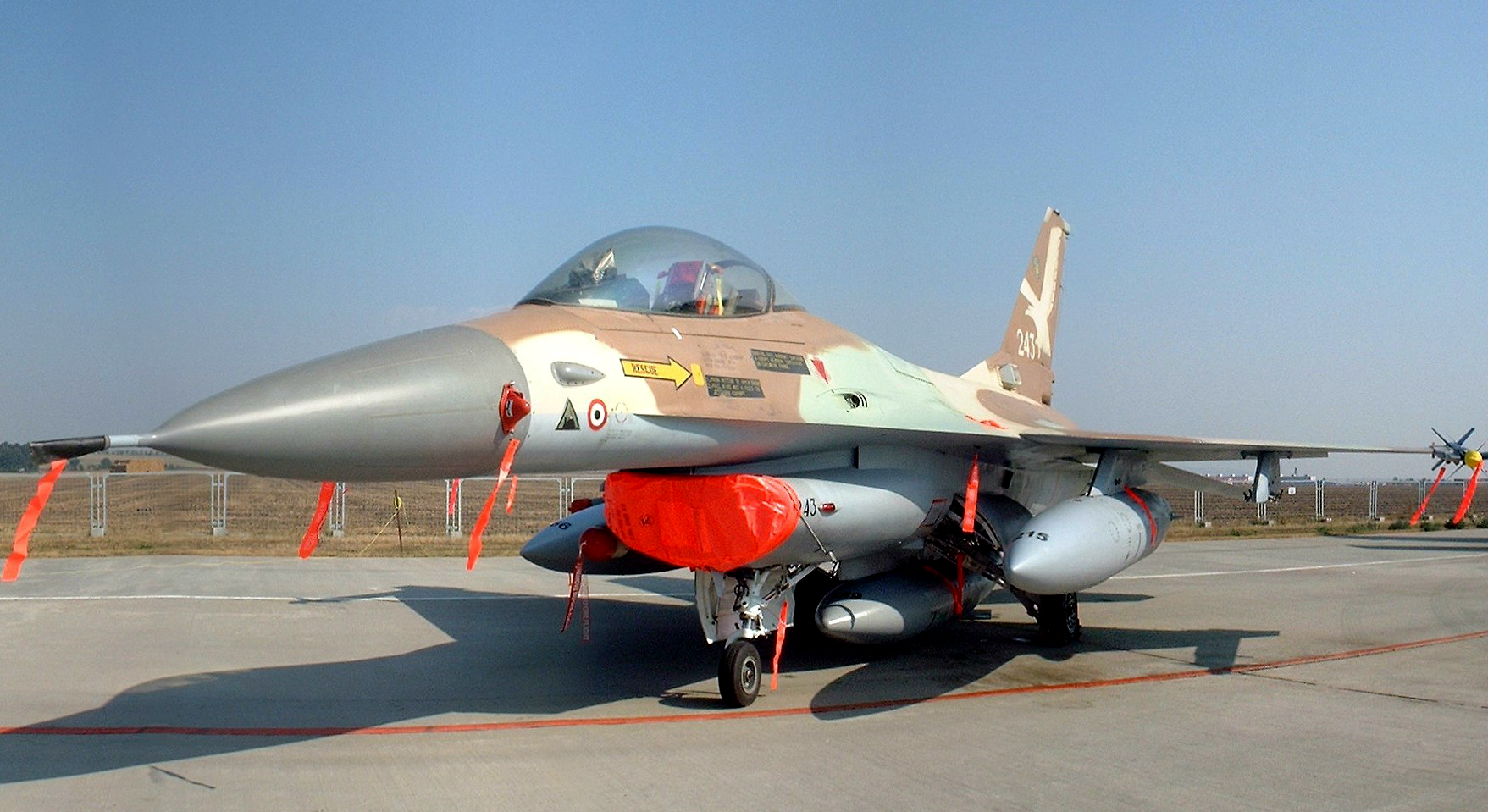
Myśliwiec Sił Powietrznych Izraela F-16 Netz 243, pilotowany przez pułkownika Ilana Ramona podczas operacji Opera

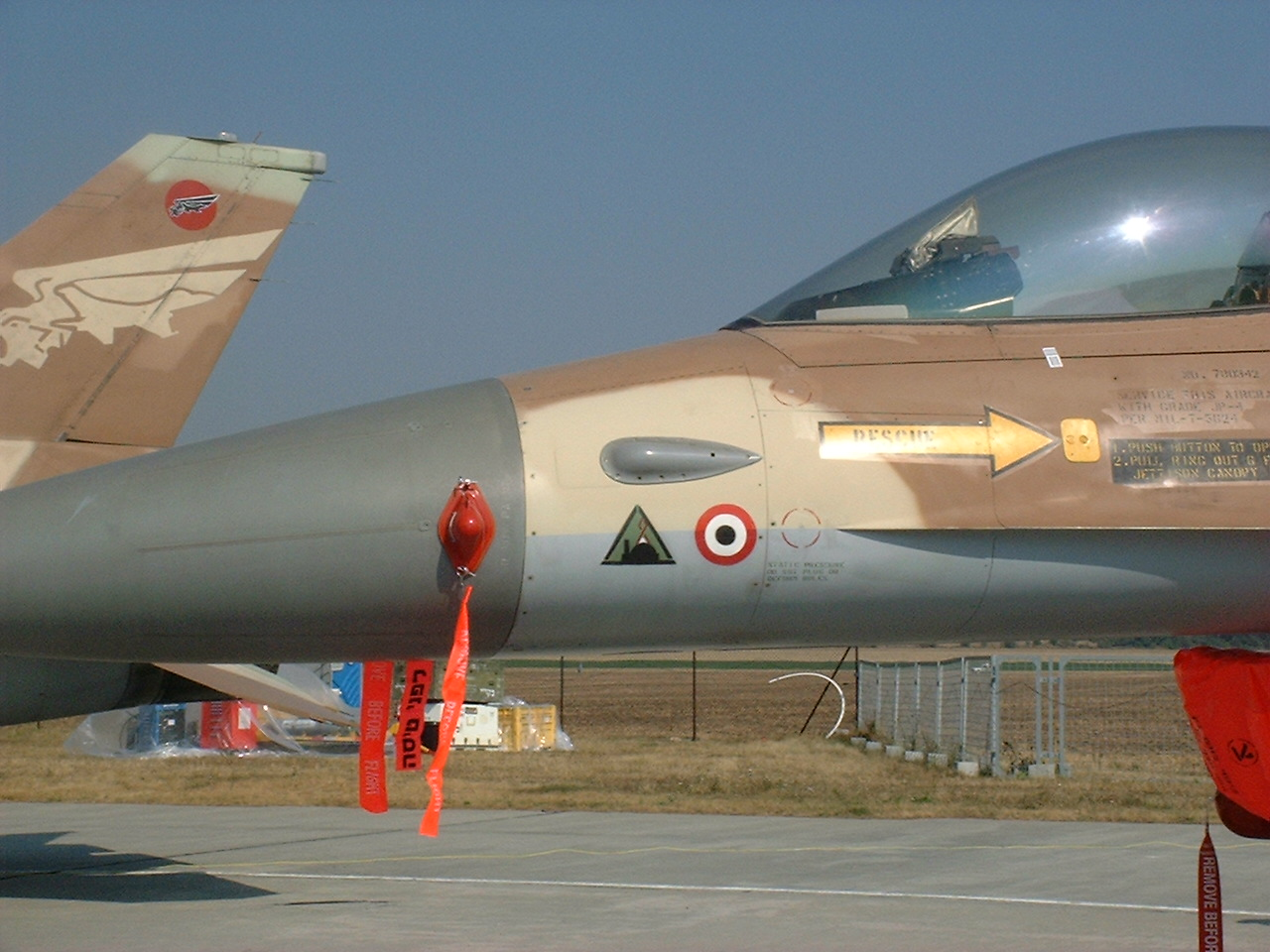
Nos myśliwca F-16 Ilana Ramona. Widoczne symbole udziału w ataku na Osirak i zestrzelenie jednego samolotu syryjskiego

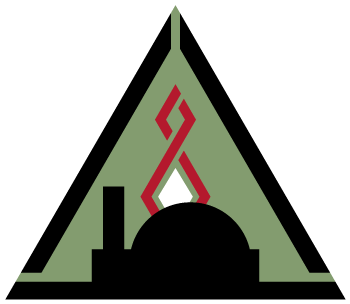
Znak malowany na samolotach biorących udział w opeacji.

Do ataku zostało przydzielonych osiem myśliwców F-16: 107, 113, 118, 129 z 117 Eskadry IAF oraz 239, 240, 243 i 249 z 110 Eskadry IAF. Każdy z samolotów został wyposażony w dodatkowe zewnętrzne odczepiane zbiorniki paliwa oraz dwie 900-kilogramowe bomby ogólnego przeznaczenia Mark 84. Do zadania została również przypisana eskadra sześciu F-15 z 136 Dywizjonu, w celu zapewnienia eskorty.
W akcji brał również śmigłowiec Bell 212 z komandosami na pokładzie, posiadający dodatkowe zbiorniki z paliwem, oraz samolot-cysterna Boeing 707 (oficjalnie odbywający zwykły czarterowy rejs). Boeing miał za zadanie zatankować w locie lecące w kierunku Iraku samoloty. Dowódcą został generał Dawid Iwry, szef wojsk lotniczych, pomysłodawca operacji i jej główny architekt. Na dowódcę polowego mianowano podpułkownika Zeewa Raza. Oprócz niego w skład formacji uderzeniowej wchodzili: Amos Jadlin, Dobbi Jaffe, Hagaj Kac, Amir Nachumi, Jiftach Spektor, Relik Szafir i Ilan Ramon.
7 czerwca 1981 roku, o 15:55 czasu lokalnego (12:55 GMT) (w wigilię Szawuot, żydowskiego Święta Tygodni) rozpoczęła się operacja. Samoloty wystartowały z bazy sił powietrznych w Etzion (wówczas należącej do Izraela), lecąc na wysokości około 100–150 metrów skierowały się nad Ejlat i Akabę, następnie nieznacznie zmieniając kurs na południe, lecąc wzdłuż granicy Jordanii z Arabią Saudyjską. Trasa ta zaplanowana była w taki sposób, aby myśliwce nie zbliżały się zbytnio do osad arabskich w obu państwach. W początkowej fazie lotu, nad Morzem Czerwonym, samoloty przypadkowo przeleciały na wysokości około 100 metrów, bezpośrednio nad prywatnym jachtem Husajna ibn Talala, króla Jordanii. Zaniepokojony król rozpoznał izraelskie oznaczenia, pojmując istotę ich misji, bezskutecznie próbował ostrzec Irakijczyków.
Po przekroczeniu granicy Arabii Saudyjskiej samoloty klucza uderzeniowego i eskorty kontynuowały lot nad pustynią aż do okolic Bagdadu. Była to częściowo długa i okrężna trasa, która miała za zadanie zmniejszenie szansy wykrycia przez wrogie radary i naziemne stanowiska obrony przeciwlotniczej.
W odległości 1000 kilometrów od celu operacja nieco się skomplikowała przez zewnętrzne zbiorniki paliwa. Samoloty były tak mocno obciążone, że dodatkowe zbiorniki paliwa wyczerpały się już w drodze do obiektu. Same zbiorniki zostały odrzucone dopiero po ataku, pośrodku saudyjskiej pustyni.
Po osiągnięciu irackiej przestrzeni powietrznej, eskadra podzieliła się na dwa odrębne zespoły. Pierwszy zespół składał się z dwóch F-15 stanowiących ścisłą eskortę dla reszty samolotów F-16, natomiast druga grupa złożona tylko z myśliwców F-15, miała za zadanie przeprowadzić dywersję w przestrzeni powietrznej wroga oraz stanowić rezerwę podczas ataku.
Bezpośrednio przed atakiem myśliwce leciały na wysokości do 30 metrów nad ziemią, chroniąc się w ten sposób przed wykryciem przez radar zainstalowany w pobliżu reaktora. O 18:35 lokalnego czasu (14:35 GMT), gdy grupa F-16 znalazła się w odległości około 20 km na wschód do reaktora, myśliwce włączyły dopalacze i na pełnej mocy rozpoczęły wznoszenie się. Z chwilą osiągnięcia ok. 2130 m, każdy z myśliwców lecący prędkością ok. 1100 km/h zaczął wchodzić w lot nurkowy pod kątem 35 stopni. F-16 zrzuciły bomby z wysokości 3500 stóp (około 1070 m), każdy samolot w 5-sekundowym odstępie. Razem w cel spadło osiem bomb, a pozostałe osiem w pobliżu celu ataku. Z chwilą wypowiedzenia hasła „Eshkol 8 - Everybody Charlie!” ostatnie bomby zostały zrzucone. Każda bomba była wyposażona w bezpiecznik opóźniający eksplozję. Opóźnienie miało na celu umożliwienie głębszej penetracji obiektu przez bomby, zwiększając tym samym szkody spowodowane eksplozją. Reaktora bronił autonomiczny system obrony przeciwlotniczej, zintegrowany z działkami przeciwlotniczymi, rakietami oraz systemem radarowym i naprowadzającym. Sam reaktor został otoczony wysokim wałem ziemi.
Po wykonanym nalocie, myśliwce wzniosły się na pułap 12 200 m i pełną mocą silników skierowały się w stronę Izraela. Samoloty zostały wykryte przez radary i istniało niebezpieczeństwo pojawienia się irackich myśliwców. Pomimo tego zagrożenia, samoloty nie niepokojone przez wroga powróciły do bazy. Czas operacji wyniósł 2 godziny i 45 minut.
Reaktor atomowy został zniszczony. Komandosi, którzy podświetlili cel, odlecieli z Iraku, korzystając ze śmigłowca Bell 212. Podczas nalotu życie straciło 10 Irakijczyków oraz 1 francuski naukowiec.
Atak został przeprowadzony późnym popołudniem również dlatego, aby zbliżający się zmrok zapewnił ochronę ewentualnym zestrzelonym pilotom, poszukiwanym przez wroga. W stan pogotowia postawiono izraelski zespół poszukiwania ratowniczego (Combat Search and Rescue Team, CSAR), przeszkolony w poszukiwaniach nocnych.
Jednym z pilotów, biorących udział w operacji, był późniejszy pierwszy izraelski kosmonauta Ilan Ramon.

## Reakcja społeczności międzynarodowej

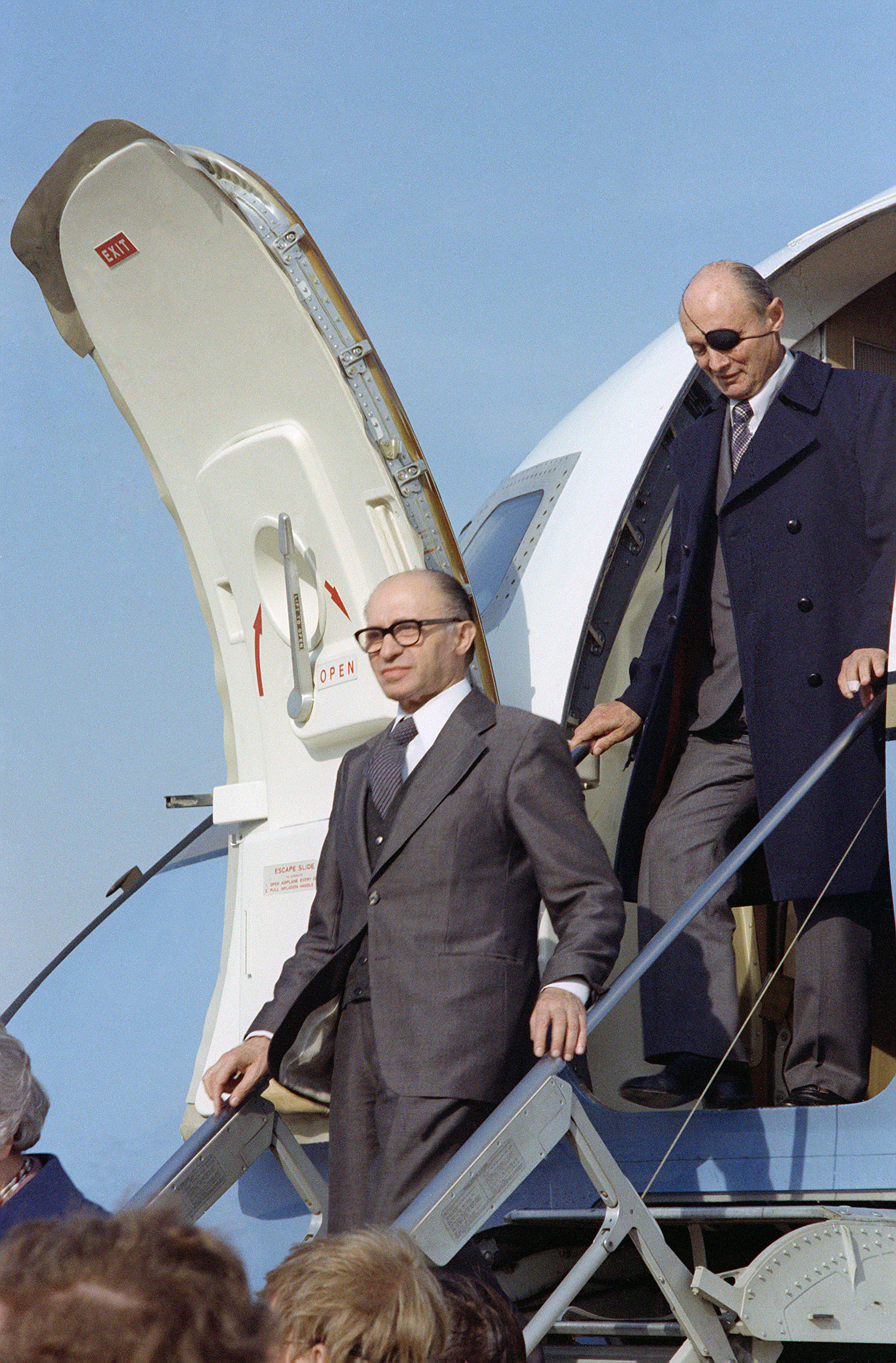
Premier Izraela Menachem Begin wraz z ministrem spraw zagranicznych Mosze Dajanem podczas podróży do USA.

Działania Izraela zostały potępione przez społeczność międzynarodową. Zgromadzenie Ogólne ONZ przyjęło rezolucję określającą operacje jako bezprecedensowy akt agresji, w rezolucji zobowiązano Izrael do szybkiej i właściwej wypłaty odszkodowania za szkody i straty spowodowane w ataku. Rezolucja stanowczo wzywała Izrael do powstrzymania się od podejmowania takich działań w przyszłości.
Debata przed przyjęciem rezolucji odzwierciedliła odmienne stanowiska państw członkowskich w takich kwestiach, jak rozprzestrzenianie broni jądrowej w regionie i celowość działań Izraela. Niektóre kraje wyraziły poparcie dla wykorzystania energii jądrowej do celów pokojowych, jednocześnie zdecydowanie sprzeciwiając się tajnemu rozwojowi broni nuklearnej przez Izrael.
Przedstawiciel Francji stwierdził, że jedynym celem reaktora były badania naukowe. Umowa między Francją a Irakiem wykluczała jego wykorzystanie do celów wojskowych. Według Wielkiej Brytanii Irak nie miał możliwości rozwijania broni jądrowej. Dyrektor generalny MAEA potwierdził, że inspekcje reaktorów badawczych w pobliżu Bagdadu nie wykazały żadnych niezgodności. Niektóre kraje wezwały do nałożenia sankcji wobec Izraela, na mocy rozdziału VII Karty Narodów Zjednoczonych.
Ponadto Rada Bezpieczeństwa Organizacji Narodów Zjednoczonych stanowczo potępiła atak jako wyraźne pogwałcenie Karty, przyznając Irakowi prawa do odpowiedniego zadośćuczynienia za spowodowane zniszczenia. W dalszej części rezolucji wezwano Izrael do udostępnienia własnych obiektów jądrowych w ramach MAEA.
Część krajów wyraziła niezadowolenie z rezolucji Rady Bezpieczeństwa, uznając ją za zbyt łagodną. Zalecano, aby Rada nałożyła sankcje na Izrael.

### Działania dyplomatyczne poprzedzające atak
Izrael dowiedział się o istnieniu programu budowy reaktora podczas pierwszej kadencji Icchaka Rabina, uznając posiadanie reaktora jądrowego przez Irak za bezpośrednie zagrożenie. Irak zapowiedział, że jego zainteresowania w dziedzinie energii jądrowej mają podłoże pokojowe oraz podkreślał bycie sygnatariuszem Układu o nierozprzestrzenianiu broni jądrowej (NPT). Sama budowa reaktorów była monitorowana w ramach Międzynarodowej Agencji Energii Atomowej (MAEA).
Minister spraw zagranicznych Izraela, Mosze Dajan podjął się negocjacji dyplomatycznych z Francją oraz Włochami. W zamian za korzyści handlowe, próbowano zastopować program, jednakże nie udało się uzyskać zapewnienia o wstrzymaniu budowy. Izrael nie był w stanie przekonać rządu Valéry’ego Giscarda d’Estainga czy François Mitterranda do zaprzestania pomocy dla irackiego programu jądrowego.
Reaktory miały być wysłane z wojskowej bazy w miasteczku Seyne sur Mer. Jednak podróż na Bliski Wschód nie odbyła się – na trzy dni przed terminem wysyłki, 6 kwietnia 1979 roku, ładunek wyleciał w bazie w powietrze. Do zamachu przyznał się nikomu nieznany Francuski Ruch Ekologiczny. Przystąpiono do naprawy uszkodzonych rdzeni, a technicy kontynuowali prace nad budową reaktorów. W połowie 1980 roku, Paryż przygotował się do wysyłki 12 kilogramów wzbogaconego uranu dla irackich reaktorów.

### Współpraca z Iranem podczas operacji Opera
Pomimo konfliktu między Iranem a Izraelem po rewolucji islamskiej w 1979 roku, doszło pomiędzy oba krajami do współpracy podczas przygotowywań operacji. Wpływ na nawiązanie współpracy miał historyczny konflikt pomiędzy Persami i Arabami, a także trwająca wojna iracko-irańska. Współpraca opierała się na dostarczeniu map oraz informacji, przydatnych podczas ataku.

## Rezultaty
Operacja zakończyła się sukcesem. Kompleks został poważnie uszkodzony. Jedenastu mężczyzn – dziesięciu irackich żołnierzy i jeden francuski naukowiec – zostało zabitych w czasie nalotu. Izrael stwierdził, że ofiary były winą niecelnego ognia obrony przeciwlotniczej, a nie skutkiem bombardowania. Żaden z myśliwców nie został uszkodzony przez iracką obronę. Choć prawie bez paliwa, wszystkie czternaście samolotów powróciło na izraelskie terytorium, lądując bezpiecznie.
Sam kompleks został kompletnie zniszczony przez amerykańskie lotnictwo podczas I wojny w Zatoce Perskiej w 1991 roku.